# Tratado de Huế
O Tratado de Huế, concluído em 25 de agosto de 1883 entre a França e o Vietnã, reconheceu um protetorado francês sobre Annam e Tonkin. Ditado aos vietnamitas pelo administrador francês François-Jules Harmand na sequência da tomada militar francesa dos fortes de Thuận An, o tratado é muitas vezes conhecido como o 'Tratado de Harmand'. Considerado excessivamente duro nos círculos diplomáticos franceses, o tratado nunca foi ratificado na França e foi substituído em 6 de junho de 1884 pelo ligeiramente mais brando 'Tratado Patenôtre' ou 'Tratado do Protetorado', que formou a base para Domínio francês no Vietnã pelas próximas sete décadas.

## Texto do tratado
O texto original, que foi escrito em francês do tratado, em vinte e sete artigos, é dado abaixo. 
Arte. 1. Annam reconhece e aceita o protetorado de França, com as consequências deste modo de relacionamento do ponto de vista do direito diplomático europeu, ou seja, a França presidirá às relações de todas as Potências estrangeiras, incluindo a China, com o Governo Annamês, que poderá se comunicar diplomaticamente com as referidas Potências apenas por intermédio da França.
Arte. 2. A província de Binh-Thuan é anexada às possessões francesas da Baixa Cochinchina.
Arte. 3. Uma força militar francesa ocupará permanentemente a cadeia de montanhas Deo-Ngang, que conduz ao Cabo Ving-Kuia, bem como os fortes de Thuan-An, e os da entrada do rio Hue, que serão reconstruídos em à discrição das autoridades francesas. Os fortes são chamados na língua anamesa: Ha-Duon, Tran-Hai, Thay-Duong, Trang-Lang, Hap-Chau, Lo-Thau e Luy-Moï.
Arte. 4. O governo anamesse chamará imediatamente de volta as tropas enviadas a Tonkin, cujas guarnições serão restauradas em pé de paz.
Arte. 5. O governo anamês ordenará que os mandarins de Tonkin retornem aos seus postos, nomeará novos funcionários para os cargos vagos e confirmará, se necessário, de comum acordo, as nomeações feitas pelas autoridades francesas.
Arte. 6. Funcionários provinciais da fronteira norte de Binh-Thuan até a de Tonkin - e por este último queremos dizer a cadeia Deo-Ngang que servirá como fronteira - administrarão, como no passado, sem qualquer controle da França, exceto no que diz respeito a alfândegas ou obras públicas e, em geral, tudo o que exija uma gestão única e a competência de técnicos europeus.
Arte. 7. Dentro dos limites acima, o governo anamês declarará aberto ao comércio de todas as nações - além do porto de Quin-Nhon - as de Tourane e Xuanday. Discutiremos mais adiante se não é vantajoso para os dois Estados abrir outros, e também fixaremos os limites das concessões francesas nos portos abertos. A França manterá agentes lá, sob as ordens do Residente da França em Hue.
Arte. 8. A França pode erguer um farol no cabo Varela, no cabo Padaran ou no Poulo-Cécir de mer, conforme as conclusões de um relatório que será feito por oficiais e engenheiros franceses.
Arte. 9. O Governo de Sua Majestade o Rei de Annam compromete-se a reparar, a expensas comuns e após acordo entre as duas Altas Partes Contratantes, a estrada principal de Hanói a Saigon, e a mantê-la em boas condições, de modo a permitir a passagem de carros. A França fornecerá engenheiros para realizar as obras de arte, como pontes e túneis.
Arte. 10. Uma linha telegráfica será estabelecida nesta rota e operada por funcionários franceses. Parte dos impostos será destinada ao governo anamês, que também concederá o terreno necessário para as estações.
Arte. 11. Haverá um residente em Hue, um funcionário de alto escalão. Ele não interferirá nos assuntos internos da província de Hué, mas será o representante do protetorado francês, sob o controle do Comissário Geral do Governo da República Francesa, que presidirá as relações externas do reino de Annam, mas pode delegar a sua autoridade e todos ou parte dos seus poderes ao residente de Hué. O Residente da França em Hué terá direito a uma audiência privada e pessoal com SM o Rei de Annam, que não poderá recusar-se a recebê-lo, sem motivo válido.
Arte. 12. Em Tonkin, haverá um Residente em Hanói, um em Haiphong, um nas cidades marítimas que possam ser fundadas posteriormente, um na capital de cada grande província. Assim que houver necessidade, as capitais das províncias secundárias receberão também servidores públicos franceses que serão colocados sob a autoridade dos residentes da grande província a que pertencem, de acordo com o sistema de divisões administrativas do país.
Arte. 13. Os Residentes e Vice-Residentes serão assistidos pelos assistentes e colaboradores que necessitem, e protegidos por uma guarnição francesa ou nativa suficiente para garantir a sua total segurança.
Arte. 14. Os Residentes evitarão se preocupar com os detalhes da administração interna das províncias. Mandarins nativos de todas as classes continuarão a governar e administrar sob seu controle; mas podem ser alterados a pedido das autoridades francesas, se demonstrarem ressentimentos em relação a eles.
Arte. 15. É apenas através dos Residentes que os funcionários públicos franceses e funcionários de todas as categorias, pertencentes aos serviços gerais, como correios e telégrafos, tesouraria, alfândega, obras públicas, escolas francesas, etc., etc., podem ter relações oficiais com as autoridades anamesas.
Arte. 16. Os Residentes farão justiça em todas as questões civis, correcionais ou comerciais entre europeus de todas as nacionalidades e nativos, entre estes e os estrangeiros asiáticos que desejam desfrutar das vantagens da proteção francesa. Os recursos das decisões dos residentes serão levados a Saigon.
Arte. 17. Os Residentes controlarão a polícia nos assentamentos urbanos, e o seu direito de controle sobre os oficiais nativos estender-se-á de acordo com o desenvolvimento dos referidos assentamentos.
Arte. 18. Os Residentes centralizarão, com a ajuda do Quan-Bo, o serviço de impostos, cuja cobrança e utilização fiscalizarão.
Arte. 19. A alfândega, reorganizada, será confiada inteiramente aos administradores franceses. Haverá apenas alfândegas e fronteiras marítimas, colocadas onde houver necessidade. Nenhuma reclamação será admitida em relação à alfândega pelas medidas tomadas pelas autoridades militares em Tonkin.
Arte. 20. Os cidadãos ou súditos franceses gozarão, em toda a extensão de Tonkin e nos portos abertos de Annam, de total liberdade para suas pessoas e suas propriedades. Em Tonkin, e dentro dos limites dos portos abertos de Annam, eles podem circular, se estabelecer e possuir livremente. O mesmo se aplica a todos os estrangeiros que reivindicam o benefício da proteção francesa de forma permanente ou temporária.
Arte. 21. As pessoas que, por razões científicas ou outras, desejem viajar no interior de Annam, só podem obter autorização para fazê-lo através do Residente Francês em Hué, do Governador da Cochinchina ou do Comissário Geral da República em Tonkin. Essas autoridades emitirão passaportes que serão apresentados para visto pelo governo anamesse.
Arte. 22. A França manterá, enquanto esta precaução lhe parecer necessária, postos militares ao longo do rio Vermelho, de modo a garantir sua livre circulação. Ela também pode erguer fortificações permanentes onde achar melhor.
Arte. 23. A França compromete-se a garantir a integridade total dos Estados de Sua Majestade o Rei de Annam, a defender este Soberano contra todos os ataques externos e contra todas as rebeliões internas e a apoiar suas justas reivindicações contra os estrangeiros. Somente a França se compromete a expulsar de Tonkin os bandos conhecidos sob o nome de Pavillons-Noirs e a garantir por seus meios a segurança e a liberdade de comércio no Rio Vermelho. Sua Majestade o Rei de Annam continua, como no passado, a dirigir a administração interna dos seus Estados, sujeito às restrições que resultam da presente convenção.
Arte. 24. A França também se compromete a fornecer a HM o Rei de Annam todos os instrutores, engenheiros, estudiosos, oficiais, etc., de que necessitará.
Arte. 25. A França considerará em todos os lugares, dentro e fora, todos os anamitas como seus verdadeiros protegidos.
Arte. 26. As atuais dívidas de Annam para com a França serão consideradas quitadas pelo fato da cessão de Binh-Thuan.
Arte. 27. Conferências posteriores fixarão a cota a ser atribuída ao governo anamesse sobre os rendimentos das alfândegas, taxas telegráficas, etc., etc., do reino, dos impostos e alfândegas de Tonkin e dos monopólios ou empresas industriais que será concedida a Tonkin. Os montantes deduzidos a estas receitas não podem ser inferiores a 2 milhões de francos. A piastra mexicana e as moedas de prata da Cochinchina francesa terão curso legal em todo o reino, juntamente com as moedas nacionais anamesas.
Esta Convenção será submetida à aprovação do Presidente da República Francesa e de Sua Majestade o Rei de Annam, e as ratificações serão trocadas o mais rápido possível.
A França e Annam nomearão então plenipotenciários que se reunirão em Hué para examinar e resolver todos os pontos de detalhe.
Os Plenipotenciários nomeados pelo Presidente da República Francesa e HM o Rei de Annam estudarão, em conferência, o regime comercial mais vantajoso para os dois Estados, bem como a regulamentação do sistema aduaneiro nas bases indicadas no artigo 19 acima.-acima. Eles também estudarão todas as questões relativas aos monopólios de Tonkin, às concessões de minas, florestas, salinas e indústrias geralmente não especificadas.
Feito em Hué, na Legação Francesa, no dia 25 do mês de agosto de 1883 (dia 23 do 7º mês anamês).

## Principais características do tratado

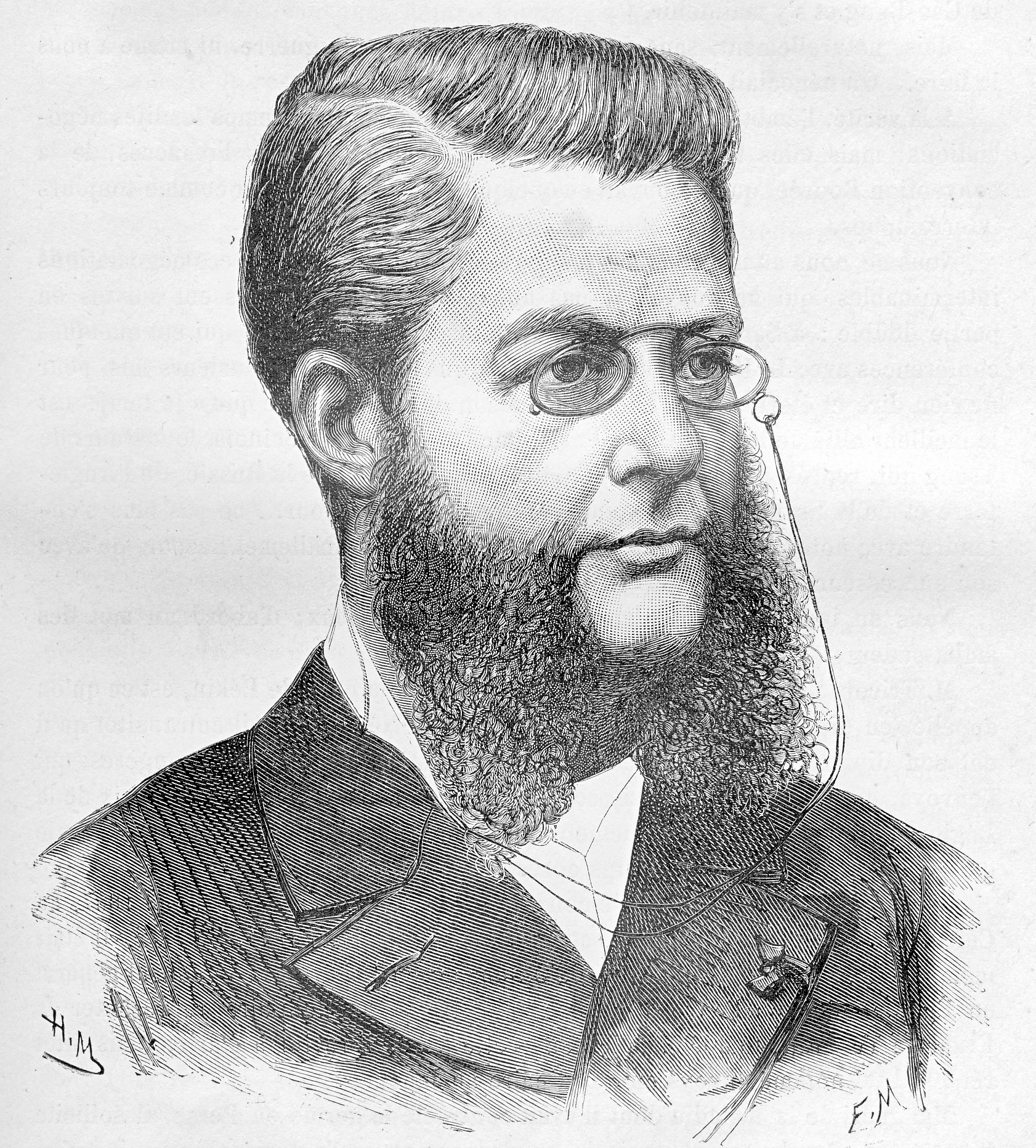
François-Jules Harmand (1845–1921), arquiteto do Tratado de Huế

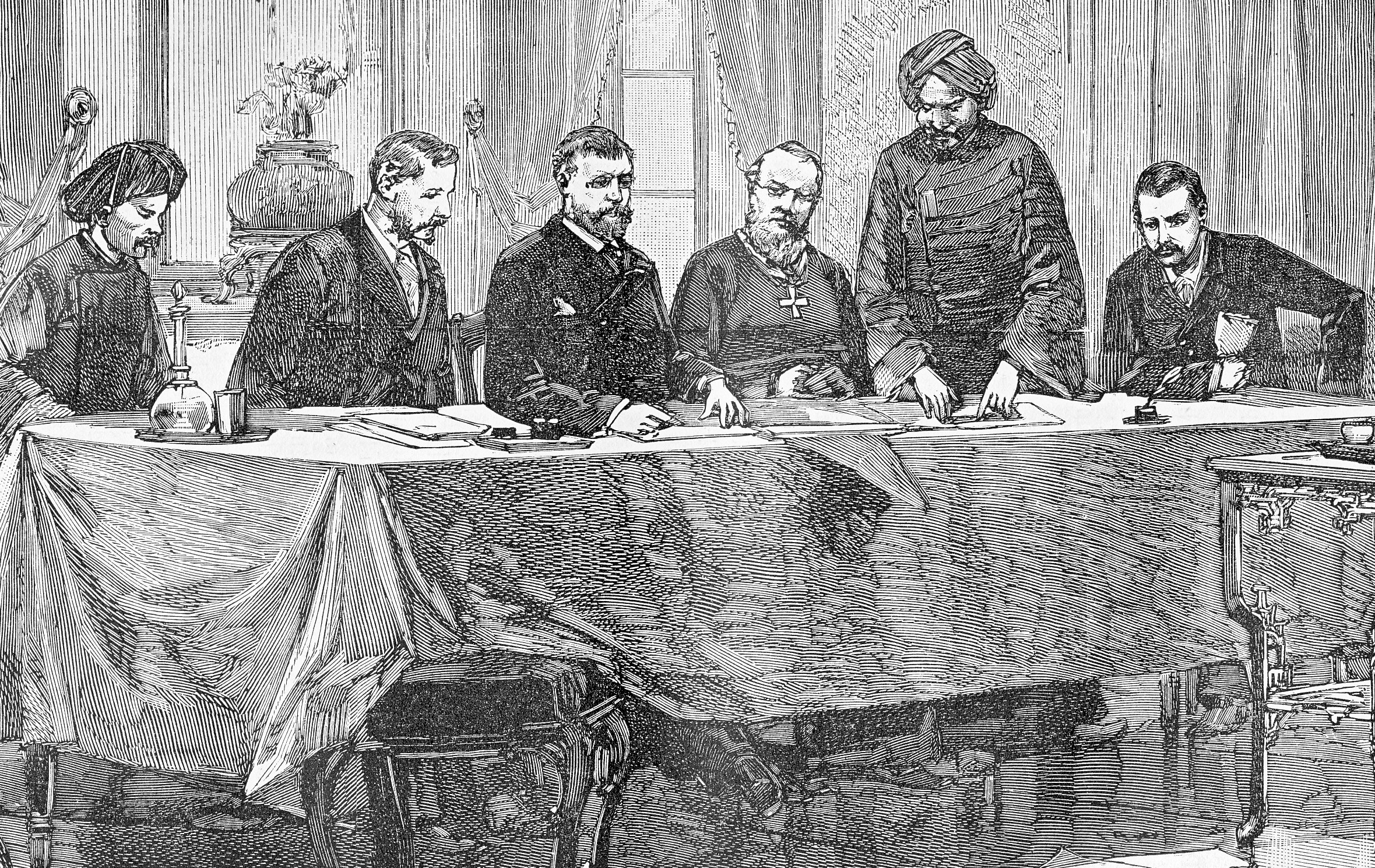
Assinatura do Tratado de Huế, 25 de agosto de 1883

O Tratado de Huế deu à França tudo o que ela queria do Vietnã. Os vietnamitas reconheceram a legitimidade da ocupação francesa da Cochinchina, aceitaram um protetorado francês tanto para Annam quanto para Tonkin e prometeram retirar suas tropas de Tonkin. O Vietnã, sua casa real e sua corte sobreviveram, mas sob direção francesa. A França teve o privilégio de colocar um residente-geral em Huế, que trabalharia para o comissário-geral civil em Tonkin e poderia exigir uma audiência pessoal com o rei vietnamita, uma concessão que os vietnamitas nunca haviam se preparado para fazer (Artigo 11). Para garantir que não houvesse dúvidas, uma guarnição francesa permanente ocuparia os fortes Thuận An e a cadeia montanhosa Deo Ngang na fronteira entre Annam e Tonkin (Artigo 3). Grandes faixas de território também foram transferidas de Annam para Cochinchina e Tonkin. Os franceses cancelaram as dívidas do país (artigo 26), mas exigiram em troca a cessão da província meridional de Bình Thuận, que foi anexada à colônia francesa de Cochinchina (Artigo 2). Ao mesmo tempo, as províncias do norte de Nghệ An, Thanh Hóa e Hà Tĩnh foram transferidas para Tonkin, onde ficariam sob a supervisão direta da França. Em troca, os franceses se comprometeram a expulsar o Exército da Bandeira Negra de Tonkin e garantir a liberdade de comércio no Rio Vermelho (Artigo 23). Essas dificilmente eram concessões, já que eles planejavam fazer as duas coisas de qualquer maneira.